# Brunfläckig igelkottfisk
Brunfläckig igelkottfisk (Diodon holocanthus) är en fiskart som beskrevs av Carl von Linné 1758. Brunfläckig igelkottfisk ingår i släktet Diodon och familjen piggsvinsfiskar. Inga underarter finns listade.